# Бродинское (озеро)
Бродинское (укр. Бродинське) — озеро (старица), расположенное на территории Корюковского района (Черниговская область). Площадь — 0,155 км². Тип общей минерализации — пресное. Происхождение — речное (пойменное). Группа гидрологического режима — сточное.

## География
Длина — свыше 1 км. Ширина — до 0,4 км. Глубина наибольшая — 4,5 м. Озеро используется для сельскохозяйственных нужд, рыболовства. Озеро образовалось вследствие русловых процессов (изменения меандрированного русла) реки Десна.
Расположено на правом берегу реки Десны — возле села Малое Устье. С Десной сообщается протокой. 
Озерная котловина имеет вытянутую форму. Западные берега возвышенные, укрыты дубовым лесом, западные — низменные. 
В водоёме (в том числе вдоль берегов) распространены прибрежная и водная растительности (Манник большой, схеноплектус, кубышка жёлтая, рогоз узколистный). 
Питание: грунтовое и дождевое, за счёт водообмена с Десной. Температура воды летом +19,5 °С на глубине 0,5 м от поверхности, до +12 °С на глубине 4 м. Дно устлано илистыми донными отложениями, иногда с примесями торфа. Прозрачность воды — до 0,9 м. Зимой замерзает.

## Природа
Водятся карась, линь, окунь, вязь, вьюн, плотва и другие. Прибрежная зона служит местом гнездования камышовки, пастушка, камышницы, чибиса.